# 풋볼 리그 챔피언십 2014-15

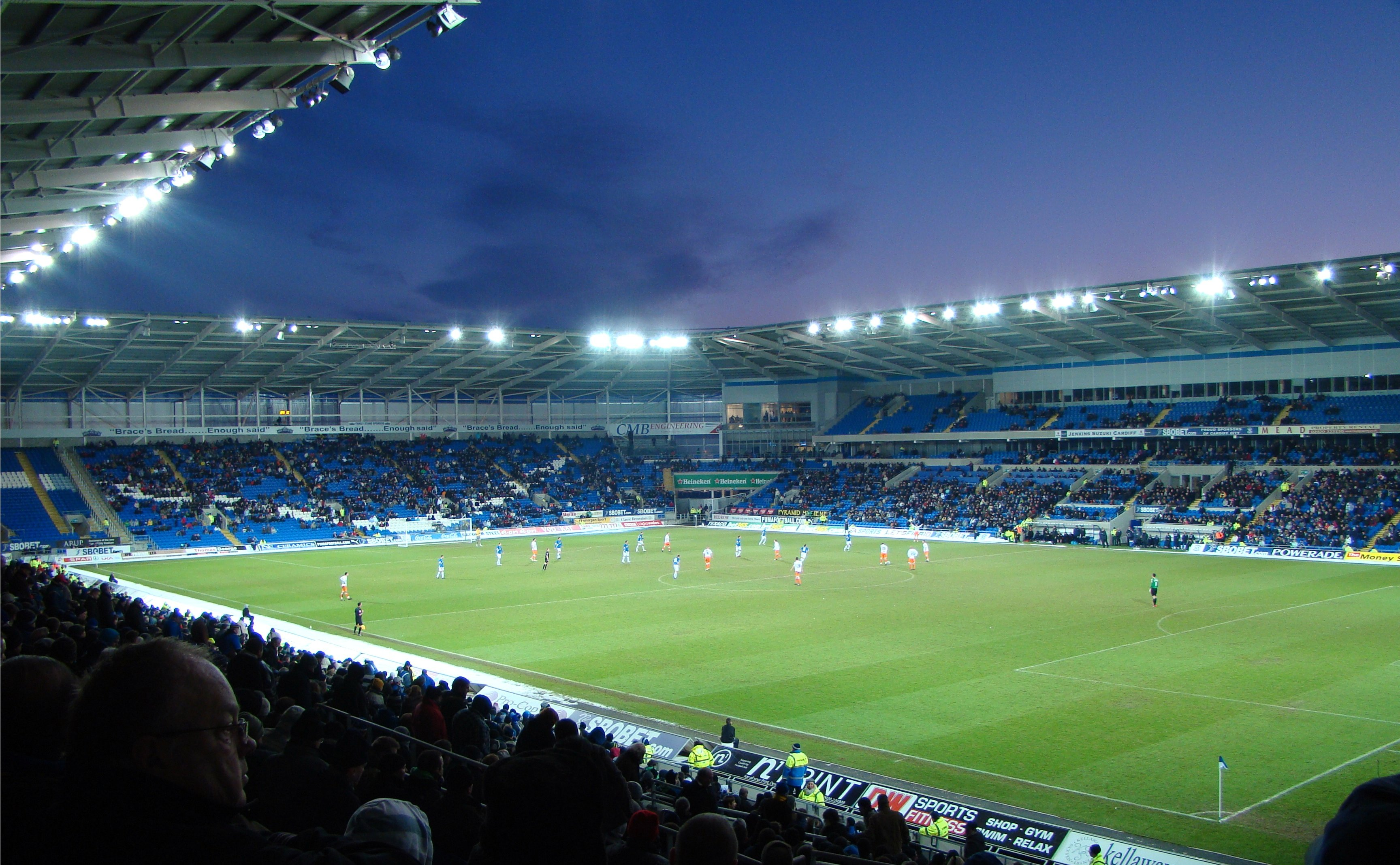

풋볼 리그 챔피언십 2014-15(또는 후원사의 이름에 따라 스카이벳 풋볼 리그 챔피언십)은 챔피언십으로 11번째, 현재의 24팀 체제로는 23번째 시즌이다.

## 지난 시즌에서의 변화
2012-13 시즌 외부와 내부 리그 성적에 따라 지난 시즌과 비교해 참가팀이 바뀌었다.

### 참가팀 변화
| 리그 1에서 승격 - 울버햄프턴 원더러스 FC - 브렌트퍼드 FC - 로더럼 유나이티드 FC 프리미어리그에서 강등 - 노리치 시티 FC - 풀럼 FC - 카디프 시티 FC | 리그 1으로 강등 - 블랙풀 FC - 위건 애슬레틱 FC - 밀월 FC 프리미어리그로 승격 - 왓퍼드 FC - AFC 본머스 - 노리치 시티 FC |

## 참가 팀

### 경기장과 위치
| 구단                    | 위치             | 홈구장                 | 수용 인원 |
| ----------------------- | ---------------- | ---------------------- | --------- |
| 노리치 시티             | 노리치           | 캐로 로드              | 27,244    |
| 노팅엄 포리스트         | 노팅엄           | 시티 그라운드          | 30,576    |
| 더비 카운티             | 더비             | 프라이드 파크 스타디움 | 33,597    |
| 레딩                    | 레딩             | 마데이스키 스타디움    | 24,224    |
| 로더럼 유나이티드       | 로더럼           | 뉴욕 스타디움          | 12,021    |
| 리즈 유나이티드         | 리즈             | 엘런드 로드            | 39,460    |
| 미들즈브러              | 미들즈브러       | 리버사이드 스타디움    | 34,742    |
| 밀월                    | 런던             | 더 덴                  | 20,146    |
| 버밍엄 시티             | 버밍엄           | 세인트 앤드루스        | 30,016    |
| 본머스                  | 본머스           | 딘 코트                | 12,000    |
| 볼턴 원더러스           | 볼턴             | 마크론 스타디움        | 28,100    |
| 브라이턴 앤 호브 앨비언 | 브라이턴앤드호브 | 팔머 스타디움          | 30,750    |
| 브렌트퍼드              | 런던             | 그리핀 파크            | 12,763    |
| 블랙번 로버스           | 블랙번           | 이우드 파크            | 31,154    |
| 블랙풀                  | 블랙풀           | 블룸필드 로드          | 17,338    |
| 셰필드 웬즈데이         | 셰필드           | 힐즈버러 스타디움      | 39,812    |
| 왓퍼드                  | 왓퍼드           | 비커리지 로드          | 20,877    |
| 울버햄프턴 원더러스     | 울버햄프턴       | 몰리뉴 스타디움        | 31,700    |
| 위건 애슬레틱           | 위건             | DW 스타디움            | 25,133    |
| 입스위치 타운           | 입스위치         | 포트먼 로드            | 30,311    |
| 찰턴 애슬레틱           | 런던             | 더 밸리                | 27,111    |
| 카디프 시티             | 카디프           | 카디프 시티 스타디움   | 33,000    |
| 풀럼                    | 런던             | 크레이븐 코티지        | 25,700    |
| 허더즈필드 타운         | 허더즈필드       | 갤팜 스타디움          | 24,500    |

## 리그
- 상위 리그 프리미어리그
- 하위 리그  풋볼 리그 1